# Gala (czasopismo)
Gala – skierowany do kobiet dwutygodnik wydawany przez Burda International Polska w latach 2001–2021.
Czasopismo skupiało się głównie na plotkach z życia gwiazd, wywiadach oraz poradnikach dla kobiet. Oprócz tego stałym punktem magazynu były strony z rozrywką. Redaktorką naczelną w latach 2012–2014 była Agnieszka Jastrzębska, a w lutym 2014 jej miejsce zajął Maciej Kędziak.
Oprócz dwutygodnika w sprzedaży pojawiały się wydania specjalne takie jak „Gala Men”, „Gala Beauty”, „Gala Ślub” oraz „Gala Kids”. W latach 2003–2020 czasopismo corocznie przyznawało nagrody „Róże Gali”.